# Nicolae Mărăscu
Nicolae Mărăscu (n. septembrie 1898, Zvorsca, România – d. 1938) a fost un rugbist român, a participat cu echipa de rugbi la Jocurile Olimpice de vară din 1924 desfășurate la Paris – olimpiadă la care echipa României a obținut medalia de bronz, prima medalie cucerită de un român la o olimpiadă.

## Legături externe
- Nae Mărăscu – omul
- Nicolae Mărăscu la Comitetul Olimpic și Sportiv Român (arhivat)
- en Nicolae Mărăscu la Olympedia.org